# Charmed (seriál, 2018)
Charmed je americký fantastický televizní seriál. Jeho autorkami je trojice Jennie Snyder Urman, Jessica O'Toole a Amy Rardin. Vysílán je na stanici The CW od 14. října 2018. Jedná se o reboot seriálu Čarodějky z let 1998–2006.

## Příběh
Tři sestry, Macy, Mel a Maggie, po smrti své matky zjistí, že společně tvoří trojici mocných čarodějek, které bojují proti nadpřirozeným démonům a které svoji sílu používají k ochraně lidí.

## Obsazení
- Melonie Diaz jako Melanie „Mel“ Vera
- Madeleine Mantock jako Macy Vaughn
- Sarah Jeffery jako Margarita Emilia „Maggie“ Vera
- Ser'Darius Blain jako Galvin Burdette
- Ellen Tamaki jako Niko Hamada
- Rupert Evans jako Harry Greenwood
- Nick Hargrove jako Parker Caine
- Jordan Donica jako Jordan (2. řada)
- Natalie Hall jako Lucy
- Constantine Rousoli jako Hunter Caine, Parkerův bratr
- Craig Parker jako Alistar Cain

## Vysílání
| Řada | Díly | Premiéra v USA  | Premiéra v USA    |
| Řada | Díly | První díl       | Poslední díl      |
| ---- | ---- | --------------- | ----------------- |
| 1    | 22   | 14. října 2018  | 19. května 2019   |
| 2    | 19   | 11. října 2019  | 1. května 2020    |
| 3    | 18   | 24. ledna 2021  | 16. července 2021 |
| 4    | 13   | 11. března 2022 | 10. června 2022   |

Úvodní díl seriálu Charmed byl premiérově odvysílán 14. října 2018. Dne 31. ledna 2019 byla objednána druhá řada, jejíž první díl byl uveden v říjnu 2019. Dne 7. ledna 2020 televize The CW uvedla, že objednává třetí řadu seriálu, která měla premiéru v lednu 2021. Čtvrtá série byla oznámena v únoru 2021 a na obrazovky byla uvedena v březnu 2022.